# Chloroclystis viridulata
Chloroclystis viridulata är en fjärilsart som beskrevs av Hüfnagel 1767. Chloroclystis viridulata ingår i släktet Chloroclystis och familjen mätare. Inga underarter finns listade i Catalogue of Life.